# 小行星4257
小行星4257（英語：4257 Ubasti）是一颗围绕太阳公转的小行星。1987年8月23日，J. Mueller在帕洛马山发现了此天体。
这颗小行星的绝对星等为278.9194244877335等。小行星4257以埃及神話的女神芭絲特命名。